# NGC 2633
NGC 2633 = Arp 80 ist eine Balken-Spiralgalaxie mit ausgedehnten Sternentstehungsgebieten vom Hubble-Typ SB(s)b im Sternbild Camelopardalis am Nordsternhimmel. Sie ist schätzungsweise 102 Millionen Lichtjahre von der Milchstraße entfernt und hat einen Durchmesser von etwa 65.000 Lichtjahren. Sie wurde 1997 von Vanzi als Starburstgalaxie klassifiziert.
Halton Arp gliederte seinen Katalog ungewöhnlicher Galaxien nach rein morphologischen Kriterien in Gruppen. Diese Galaxie gehört zu der Klasse Spiralgalaxien mit einem großen Begleiter hoher Flächenhelligkeit auf einem Arm (Arp-Katalog).
Wahrscheinlich bildet sie mit NGC 2634 ein gravitativ gebundenes Paar. Im selben Himmelsareal befinden sich weiterhin u. a. die Galaxien NGC 2636, NGC 2646, IC 2389.
Das Objekt wurde am 11. August 1882 von Ernst Wilhelm Leberecht Tempel entdeckt.

## NGC 2633-Gruppe (LGG 160)
| Galaxie   | Alternativname | Entfernung/Mio. Lj |
| --------- | -------------- | ------------------ |
| NGC 2633  | PGC 24723      | 102                |
| NGC 2634  | PGC 24749      | 106                |
| NGC 2551  | PGC 23608      | 110                |
| IC 2389   | PGC 24711      | 112                |
| PGC 24760 | NGC 2634A      | 99                 |